# Línea 2 del Transmetro (Guatemala)
La línea 2 de Transmetro es la sexta línea del servicio de transporte público Transmetro de la ciudad de Guatemala. Su recorrido comienza en la estación San Sebastián en zona 1 y llega al Hipódromo del Norte de la zona 2 capitalina. Fue inaugurado el 23 de enero del 2016 por el alcalde Álvaro Arzú.

## Rutas
| L2 | Línea 2 |

## Estaciones
| Línea | Estación                                       |
| ----- | ---------------------------------------------- |
| L01   | Estación San Sebastián (Estación de trasbordo) |
| L02   | Estación San Sebastián (Estación de trasbordo) |
| L02   | Estación Simeón Cañas                          |
| L02   | Estación Hipódromo del Norte                   |
| L02   | Estación San José de la Montaña                |
| L02   | Estación Jocotenango                           |

## Horario
| Lunes a viernes   | Sábado            | Domingo           |
| ----------------- | ----------------- | ----------------- |
| 5:30 a 19:45 hrs. | 5:30 a 19:00 hrs. | 6:30 a 19:00 hrs. |